# Communauté de communes de la Vallée de la Cleurie
Die Communauté de communes de la Vallée de la Cleurie ist ein ehemaliger kommunaler Zusammenschluss (Communauté de communes) von vier Gemeinden im Département Vosges in Lothringen. Der Name lautet übersetzt etwa Tal der Cleurie und griff die geografische Lage am Moselotte-Nebenfluss Cleurie in den Vogesen auf.
Der Kommunalverband hatte 5.172 Einwohner (2006) auf 42,12 km², was einer Bevölkerungsdichte von 123 Einwohnern/km² entspricht.
Sitz des Verbandes ear die Gemeinde La Forge. Präsident des Kommunalverbandes war zuletzt Patrick Lagarde, der als Bürgermeister von Cleurie amtierte.
Der Verband wurde im November 1996 gegründet, um die materiellen Ressourcen der Gemeinden zu bündeln und die wirtschaftliche Entwicklung zu koordinieren.
Mit Wirkung vom 1. Januar 2014 fusionierte der Gemeindeverband mit der Communauté de communes des Vallons du Bouchot et du Rupt und bildete damit die Communauté de communes Terre de Granite.

## Ehemalige Mitgliedsgemeinden
Jede Mitgliedsgemeinde stellte zwei Vertreter und darüber hinaus einen Vertreter für jeweils angefangene 500 Einwohner in den Gemeinden. 
- Cleurie: 4 Vertreter
- La Forge: 4 Vertreter
- Le Syndicat: 6 Vertreter
- Saint-Amé: 7 Vertreter